# Nicandro

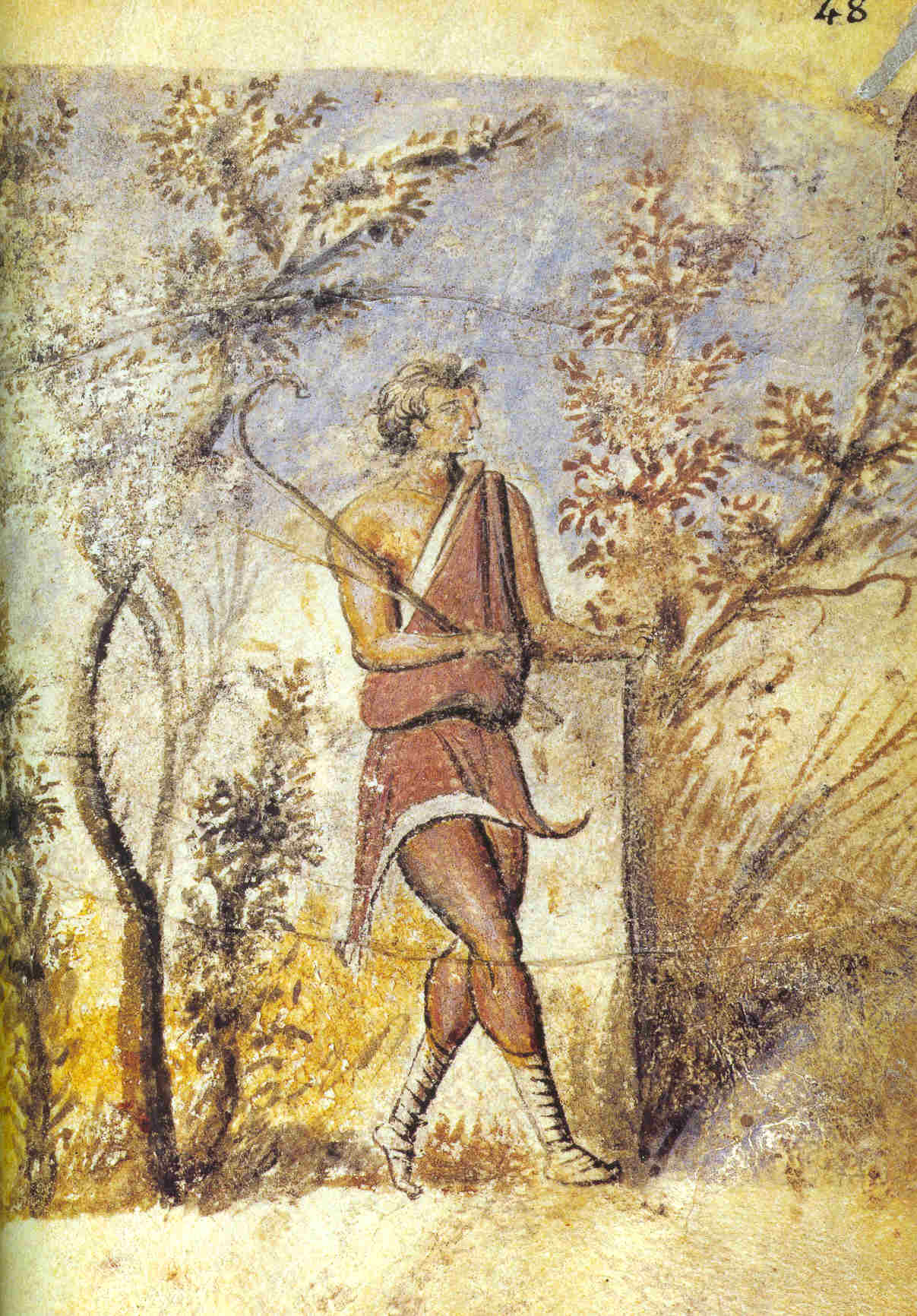
Nicandro, Theriakà,, Constantinopla

Nicandro de Colofón (Νίκανδρος ὁ Κολοφώνιος) fue un escritor griego. Suele asignarse este autor al siglo II a. C., pero es muy problemático reconstruir su biografía, ya que las antiguas fuentes recogen diferentes tradiciones sobre su cronología: una de ellas incluso lo hace contemporáneo de Arato de Sición, que vivió en el siglo III a. C.; otra señala que dedicó una composición a Átalo III de Pérgamo (138 - 133 a. C.) y otra lo inserta en las primeras décadas del siglo II a. C.
Entre las obras que escribió Nicandro se han conservado dos poemas didácticos que fueron escritos en hexámetros: Remedios contra los venenos de los animales o Teríacas (Θηριακά)  y Antídotos o Alexifármacas (Αλεξιφάρμακα). Teríacas trata sobre antídotos contra mordeduras o picaduras de serpientes, arañas, escorpiones y otros animales venenosos. Estos remedios son a menudo hierbas y se mezclan consejos médicos con otro tipo de consejos supersticiosos. Al final de este poema el poeta dice que fue criado en Claros. Alexifármacas trata sobre diferentes venenos, los efectos que producen y los antídotos que se les puede aplicar.
También se han conservado a través de Ateneo unos 150 versos de Geórgicas, relacionados con flores, vegetales, colombofilia y recetas de cocina, un poema que quizá influyó en la obra del mismo título de Virgilio. Por otra parte, escribió varios libros sobre transformaciones míticas. Algunas de ellas se utilizaron como fuente en recopilaciones hechas por otros autores, como Antonino Liberal en sus Metamorfosis.
Se atribuyen a Nicandro además otras obras en verso: Sicélicas, Europia, Ofiacas (sobre serpientes), Etaicas, Tebaicas y Cinegética (sobre caza) y otras que pudieron estar escritas en verso o en prosa: Melisúrgicas  (Μελισσουργικά, sobre apicultura), Etólicas, Colección de curas, Colofoníacas y Sobre los poetas de Colofón.